# Ekkehard Mai
Werner Willi Ekkehard Mai (* 26. Januar 1946; † 31. Juli 2020) war ein deutscher Kunsthistoriker mit dem Spezialgebiet Kunst des 19. Jahrhunderts.

## Leben
Ekkehard Mai studierte Kunstgeschichte, Germanistik und Philosophie in Bonn und Berlin. 1974 wurde er über das Thema Staatsporträt und Kunsttheorie in der Epoche Ludwigs XIV. an der Philosophischen Fakultät der Universität Bonn zum Dr. phil. promoviert. Danach war er bei den Staatlichen Museen zu Berlin, an der Technischen Hochschule Darmstadt und als Kunstkritiker tätig. 
Von 1983 bis zu seiner Pensionierung im Januar 2009 war er stellvertretender Direktor des Wallraf-Richartz-Museum & Fondation Corboud, Köln. Zusammen mit Stephan Waetzoldt leitete er bei der Fritz Thyssen Stiftung den Projektkreis Kunst, Kultur und Politik im Deutschen Kaiserreich. Er übernahm Lehraufträge in Köln und trat durch zahlreiche Veröffentlichungen zur Geschichte der Kunstakademien, zum Ausstellungs- und Museumswesen, zur niederländischen Malerei und zur Historienmalerei in Europa sowie zur Kunst des 19. und 20. Jahrhunderts in Erscheinung. Zuletzt war er Honorarprofessor für Allgemeine Kunstgeschichte an der Universität zu Köln. Mai galt als ausgewiesener Fachmann für die Kunst des 19. Jahrhunderts, insbesondere der Düsseldorfer Malerschule.
Mai wurde am 20. August 2020 auf dem Zentralfriedhof Rösrath in einer Urne beigesetzt.

## Veröffentlichungen
- Medaillen und Plaketten. Bildhefte des Kunstmuseums Düsseldorf, 7, Kunstmuseum Düsseldorf, Düsseldorf 1970
- Kunst, Kunstgeschichte und Soziologie. In: Das Kunstwerk, 1/1976, Kohlhammer Verlag, Stuttgart 1976
- Die Düsseldorfer Malerschule und die Malerei des 19. Jahrhunderts. In: Wend von Kalnein (Hrsg.): Die Düsseldorfer Malerschule. Verlag Philipp von Zabern, Mainz 1979, ISBN 3-8053-0409-9, S. 19 ff.
- zusammen mit Dietrich Bieber: Eduard von Gebhardt und Peter Janssen – Religiöse und Monumentalmalerei im späten 19. Jahrhundert. In: Wend von Kalnein: Die Düsseldorfer Malerschule. Verlag Philipp von Zabern, Mainz 1979, ISBN 3-8053-0409-9, S. 165 ff.
- Technik, Maschinen, Automaten und der Freiraum der Kunst. In: Das Kunstwerk, 2/1980, Kohlhammer Verlag, Stuttgart 1980.
- Kunst im Widerspruch – Praxis der Avantgarde. In: Das Kunstwerk, 1/1983, Kohlhammer Verlag, Stuttgart 1983
- als Herausgeber mit Stephan Waetzoldt und Gerd Wolandt: Ideengeschichte und Kunstwissenschaft: Philosophie und bildende Kunst im Kaiserreich. Gebr. Mann Verlag, Berlin 1983, ISBN 978-3-78611-338-6.
- Die Düsseldorfer Kunstakademie im 19. Jahrhundert – Cornelius, Schadow und die Folgen. In: Gerhard Kurz (Hrsg.): Düsseldorf in der deutschen Geistesgeschichte. Schwann Verlag, Düsseldorf 1984, ISBN 3-590-30244-5, S. 197 ff.
- Gesolei und Pressa: Zu Programm und Architektur rheinischen Ausstellungswesens in den zwanziger Jahren. In: Kurt Düwell, Wolfgang Köllmann (Hrsg.): Rheinland und Westfalen im Industriezeitalter. Band 4, Wuppertal 1985, S. 271 ff.
- zusammen mit Frank G. Zehnder, Götz Czymmek und Rainer Budde: Wallraf-Richartz-Museum Köln. Von Stefan Lochner bis Paul Cézanne. Mondadori Electa, Mailand 1986.
- Expositionen. Geschichte und Kritik des Ausstellungswesens. Deutscher Kunstverlag, Berlin 1986, ISBN 978-3-42200-787-1.
- zusammen mit Anke Repp-Eckert: Triumph und Tod des Helden. Mondadori Electa, Museen der Stadt Köln, Mailand 1988.
- Historienmalerei in Europa. Paradigmen in Form, Funktion und Ideologie. Verlag Philipp von Zabern, Mainz 1990.
- zusammen mit Stephan Waetzoldt und Hugo Borger: ’45 und die Folgen. Kunstgeschichte eines Wiederbeginns. Böhlau Verlag, Köln 1992, ISBN 978-3-41202-291-4.
- als Herausgeber zusammen mit David A. Levine: I Bamboccianti: Niederländische Malerrebellen im Rom des Barock – Ausstellungs-Katalog Köln/Utrecht 1991/1992. Mondadori Electa, Mailand 1992, ISBN 978-8-84353-604-7.
- zusammen mit Karl Schütz und Hans Vlieghe: Die Malerei Antwerpens: Gattungen – Meister – Wirkungen. Verlag Locher, Köln 1994, ISBN 978-3-93005-418-3.
- zusammen mit Sibylle Ebert-Schifferer und Paul Beusen: L’art Gourmand. Stilleben für Auge, Kochkunst und Gourmets von Aertsen bis Van Gogh. Verlag Snoeck-Ducaju & Zoon, Gent 1996, ISBN 978-9-05349-230-7.
- als Herausgeber zusammen mit Joachim Rees: Kunstform Capriccio: Von der Groteske zur Spieltheorie der Moderne. Verlag Walther König, Köln 1997, ISBN 978-3-88375-291-4.
- als Herausgeber: Das Capriccio als Kunstprinzip. Ernst Wasmuth Verlag, Tübingen/Berlin 1997, ISBN 978-8-88118-144-5.
- als Herausgeber: Faszination Venus. Bilder einer Göttin von Cranach bis Cabanel. Verlag Snoeck-Ducaju & Zoon, Gent 2000
- zusammen mit Winfried Nerdinger: Wilhelm Kreis. Architekt zwischen Kaiserreich und Demokratie 1873–1955. Verlag Klinkhardt und Biermann, München 2000, ISBN 978-3-78140-349-9.
- Bild-Geschichten und Balladen. Die literarische Historienmalerei der Düsseldorfer und Hermann F. Plüddemann. In: Winfried Woesler: Ballade und Historismus. Die Geschichtsballade des 19. Jahrhunderts. Universitätsverlag C. Winter, Heidelberg 2000, S. 156–179.
- Die Zukunft der Alten Meister. Böhlau Verlag, Köln 2001, ISBN 978-3-41209-401-0.
- Hermann Freihold Plüddemann. Maler und Illustrator zwischen Spätromantik und Historismus (1809–1868). Ein Werkverzeichnis. Böhlau Verlag, Köln 2004, ISBN 978-3-41206-204-0.
- Feuerbach und Paris. Deutscher Kunstverlag, Berlin 2005, ISBN 978-3-42206-527-7.
- als Herausgeber: Holland nach Rembrandt: Zur niederländischen Kunst zwischen 1670 und 1750. Böhlau Verlag, Köln 2006.
- Die deutschen Kunstakademien im 19. Jahrhundert. Künstlerausbildung zwischen Tradition und Avantgarde. Böhlau Verlag, Köln 2010, ISBN 978-3-412-20498-3.
- Landschaften von Andreas Achenbach bis Fritz von Wille. Ideal und Wirklichkeit. Michael Imhof Verlag, Petersberg 2011, ISBN 978-3-86568-675-6.
- Winterbilder der Düsseldorfer Malerschule. Michael Imhof Verlag, Petersberg 2012, ISBN 978-3-86568-852-1.
- Lebensbilder. Die Genremalerei der Düsseldorfer Malerschule. Michael Imhof Verlag, Petersberg 2012, ISBN 978-3-86568-756-2.
- als Herausgeber mit Peter Springer: Das letzte Nationaldenkmal: Bismarck am Rhein: Ein Monument, das nie gebaut wurde. Böhlau Verlag, Köln 2013, ISBN 978-3-41222-173-7.
- Blick auf die Sammlung: Düsseldorfer Malerschule in der Dr. Axe-Stiftung. Michael Imhof Verlag, Petersberg 2013, ISBN 978-3-86568-919-1.
- Mensch und Meer: Düsseldorfer Malerschule in der Dr. Axe-Stiftung. Michael Imhof Verlag, Petersberg 2014, ISBN 978-3-73190-075-7.
- Carl Gehrts (1853–1898) und die Düsseldorfer Malerschule. Michael Imhof Verlag, Petersberg 2015, ISBN 978-3-73190-154-9.
- als Herausgeber zusammen mit Christian Kayser: Späte Grand Tour. Reisebriefe des Malers Hermann F. Plüddemann (1809–1868) aus der Schweiz und Italien. Michael Imhof Verlag, Petersberg 2017, ISBN 978-3-7319-0582-0.
- Anselm Feuerbach (1829–1880). Ein Jahrhundertleben. Böhlau Verlag, 2017, ISBN 978-3-412-50580-6.
- Fritz von Wille – Maler der Eifel. Aber nicht nur! Kontext um 1900. In: Ekkehard Mai (Hrsg.): Von Weimar ins Rheinland. Die Künstlerfamilie von Wille. Ausstellungskatalog, Kunstkabinett der Dr. Axe-Stiftung, Kronenburg 2020, Michael Imhof Verlag, Petersberg 2020, ISBN 978-3-7319-0997-2, S. 108–119.